# O Predileto
O Predileto é um filme brasileiro de 1975, do gênero drama, dirigido por Roberto Palmari, com roteiro dele e de Roberto Santos baseado no romance Totônio Pacheco, de João Alphonsus.

## Elenco
- Jofre Soares .... Totônio Pacheco
- Susana Gonçalves .... Coló
- Othon Bastos
- Célia Helena
- Fernando Peixoto
- Wanda Kosmo
- João Carlos Ferreira
- Xandó Batista
- Ruthinéa de Moraes
- Abrahão Farc
- Maria Célia Camargo

## Prêmios e indicações
Festival de Gramado (1976)
- Vencedor (troféu Kikito) nas categorias

Melhor filme
Melhor ator (Joffre Soares)
Melhor fotografia (Roberto Palmari)
Melhor roteiro (Roberto Palmari e Roberto Santos)
- Vencedor (troféu APCA) nas categorias

Melhor filme
Melhor ator coadjuvante (Xandó Batista)
Melhor cenografia (Hermínia Queiroz Telles)
- Vencedor (Prêmio Coruja de Ouro) do INC na categoria:

Melhor ator (Jofre Soares)